# Liste der denkmalgeschützten Objekte in Piringsdorf
Die Liste der denkmalgeschützten Objekte in Piringsdorf enthält die denkmalgeschützten, unbeweglichen Objekte der Gemeinde Piringsdorf.

## Denkmäler
| Foto |                 | Denkmal                                                                                        | Standort                                            | Beschreibung | Metadaten |
| ---- | --------------- | ---------------------------------------------------------------------------------------------- | --------------------------------------------------- | --- | --- |
| ja   | Datei hochladen | Figurenbildstock Maria Immaculata HERIS-ID: 71105 Objekt-ID: 84257                             | gegenüber Rabnitzstraße 50 Standort KG: Piringsdorf | Der Sockel der Mariensäule zeigt die Inschrift: Anno 1726. Auf dem Sockel stehen Figuren der heiligen Joachim und Anna, oben auf der Säule eine Darstellung der Gottesmutter.          | BDA-Hist.: Q38126656 Status: § 2a Stand der BDA-Liste: 2025-06-30 Name: Figurenbildstock Maria Immaculata GstNr.: 92/2                                                             |
| ja   | Datei hochladen | Kath. Pfarrkirche hll. Johannes d.T. und Koloman und Friedhof HERIS-ID: 57316 Objekt-ID: 67257 | Schulgasse 3 Standort KG: Piringsdorf               | Die Kirche wurde 1745 errichtet und 1930 erweitert. Sie ist ein vierjochiger Saalbau mit einem Turm, der eine Steinpyramide als Helm hat. Auch der Altarraum wurde 1930 neu gestaltet. | BDA-Hist.: Q15124710 Status: § 2a Stand der BDA-Liste: 2025-06-30 Name: Kath. Pfarrkirche hll. Johannes d.T. und Koloman und Friedhof GstNr.: 260/1, 260/2 Pfarrkirche Piringsdorf |